# Lawrence Dane
Pour les articles homonymes, voir Dane.
Lawrence Dane (nom de scène de Laurent Joseph Zahab) est un acteur, producteur, réalisateur et scénariste canadien né le 3 avril 1937 à Masson (Québec) et mort le 21 mars 2022 à Niagara-on-the-Lake (Ontario).

## Filmographie

### Comme acteur
- 1963 : The Fixers (TV) : John James Davis
- 1965 : The Mask of Janus (série TV) : Bob Miller
- 1968 Le Virginien (TV) saison 6 épisode 25 (La décision) : Tasker
- 1968 Le Virginien (TV) saison 7 épisode 05 (The wind of outrage) : Jacques Bonnechance
- 1969 : Le Virginien (TV) saison 8 épisode 12 (Journey to Scathelock) : Le Français
- 1970 : The House on Greenapple Road (TV)
- 1971 : Mission impossible (Mission: Impossible) (série télévisée) : Martin Stoner
- 1974 : The Heatwave Lasted Four Days : Jerry Cuozzo
- 1974 : Only God Knows : Vincenzo
- 1975 : It Seemed Like a Good Idea at the Time : Broom
- 1976 : Our Man Flint: Dead on Target (TV)
- 1976 : The Clown Murders : Philip
- 1976 : Find the Lady : Broom
- 1977 : Ils étaient cinq (Rituals) : Mitzi
- 1979 : Le Vainqueur (Running) : Coach Walker
- 1979 : Le Secret de la banquise (Bear Island) de Don Sharp : Paul Hartman
- 1980 : Nothing Personal (en) : Robert Ralston
- 1980 : Fatale Attraction (Head On) : Frank Keys
- 1981 : Scanners : Braedon Keller
- 1981 : Happy Birthday : Souhaitez ne jamais être invité (Happy Birthday to Me) : Harold « Hal » Wainwright
- 1982 : Love : M. Wiseman (segment "Julia")
- 1982 : Little Gloria... Happy at Last (TV)
- 1982 : Shocktrauma (TV) : Dr Jordan Tracy
- 1983 : A Case of Libel (TV) : Coles
- 1983 : D'origine inconnue (Of Unknown Origin) : Eliot Riverton
- 1985 : Flynn, agent double (In Like Flynn) (TV) : Gavin
- 1986 : Objectif Central Park (The Park Is Mine) (TV) : Commissaire Keller
- 1987 : Les Roues de la mort (Rolling Vengeance) : Big Joe Rosso
- 1988 : Memories of Manon (TV) : Arthur Trent
- 1988 : The Christmas Wife (TV) : Michael Rosten
- 1989 : Day One (TV)
- 1989 : L'Espion bionique (Bionic Showdown: The Six Million Dollar Man and the Bionic Woman) (TV)
- 1989 : Millenium (Millennium) : capitaine Vern Rockwell
- 1989 : In Opposition (série TV) : Joe Reynolds
- 1990 : Star Runner (TV)
- 1990 : Les Derniers jours de bonheur (The Last Best Year) (TV) : John Dennis
- 1992 : Twin Sisters (vidéo) : Boone
- 1992 : Devlin (TV) : Art Wolfe
- 1992 : The Good Fight (TV) : Tom Rothermill
- 1992 : Coupable sous influence: l'affaire Amy Fisher (Amy Fisher: My Story) (TV) : Elliot
- 1994 : Darkman 2 : Le retour de Durant (Darkman II: The Return of Durant) (vidéo) : Dr Alfred Hathaway
- 1995 : Disparu (Vanished) (TV) : juge Morrison
- 1995 : Black Fox (TV) : Colonel McKensie
- 1995 : Black Fox: Good Men and Bad (TV) : Colonel McKensie
- 1995 : Almost Golden: The Jessica Savitch Story (TV) : Emmertz Canterbury
- 1995 : Alarme totale (National Lampoon's Senior Trip) : Sénateur John Lerman
- 1995 : Papa, j'ai une maman pour toi (It Takes Two) : Mr. Kensington
- 1996 : Double Jeopardy (TV) : juge Thornim
- 1996 : Seuls contre tous (Mr. & Mrs. Loving) (TV) : Sheriff
- 1997 : On the 2nd Day of Christmas (TV) : Mr. Limber
- 1998 : Moonlight Becomes You (TV)
- 1998 : Mr. Headmistress (TV)
- 1998 : Escape: Human Cargo (TV) : Pinder
- 1998 : Le Train de l'enfer (The Long Island Incident) (TV) : Tommy
- 1998 : La Fiancée de Chucky (Bride of Chucky) : lieutenant Preston
- 1999 : La Vie secrète d'une milliardaire (Too Rich: The Secret Life of Doris Duke) (TV)
- 1999 : Mort à petite dose (Lethal Vows) (TV) : détective Rick Mauser
- 1999 : Chasseurs de frissons (The Time Shifters) (TV) : agent Baker du FBI
- 2000 : Le Fantôme de Sarah Williams (Waking the Dead) : gouverneur Kinosis
- 2000 : Classé X (Rated X) (TV) : Robert De Salvo
- 2000 : The Last Debate (en) (TV) : Sidney Robert Mulvane
- 2001 : Stargate SG-1 (TV) : Major Général Henry Bauer
- 2001 : Fall : Joseph King
- 2002 : Duct Tape Forever (en) : Prosecutor
- 2002 : Guilty Hearts (TV) : Les Moran
- 2002 : L'Esprit d'équipe (en) (Crossing the Line) (TV) : Coach Tom Holliday
- 2003 : Phénomènes (Phenomenon II) (TV)
- 2005 : Un plan béton (King's Ransom) de Jeffrey W. Byrd (en) : officier Holland
- 2006 : Absolution (TV) : Bishop Werther
- 2006 : Mémoire du passé (Still Small Voices) (TV) : Henry Waiverly
- 2009 : Le Visage du crime (Everything She Ever Wanted) (TV) : George Allanson
- 2010 : Mon amie Lucky (You Lucky Dog) (TV) : Clay

### Comme producteur
- 1974 : Only God Knows
- 1977 : Ils étaient cinq (Rituals)

### Comme réalisateur
- 1984 : Heavenly Bodies

### Comme scénariste
- 1984 : Heavenly Bodies